# Niszczyciele rakietowe typu Impavido
Niszczyciele rakietowe typu Impavido – typ dwóch włoskich niszczycieli rakietowych. Był to drugi typ niszczycieli zbudowany we Włoszech po II wojnie światowej, a jednocześnie pierwszy typ niszczycieli rakietowych służących we Włoskiej Marynarce Wojennej (Marina Militare). Okręty weszły do służby w latach 60. XX wieku, a zostały z niej wycofane na początku lat 90.

## Okręty
- „Impavido” (D570)(inne języki)
- „Intrepido” (D571)(inne języki)